# Pàpies (militar)
Pàpies (en llatí Papias) va ser un dels principals oficials de Sext Pompeu.
Era un dels comandants de la flota de Sext Pompeu a la batalla de Miles o Mylae contra Marc Vipsani Agripa l'any 36 aC. Els historiadors Dió Cassi i Suetoni mencionen un comandant de nom Demòcares que podria ser el mateix personatge.